# Barylambda
Barylambda (que significa ''lambda-pesada'') foi um genêro extinto de mamíferos da ordem Pantodonta que viveram durante o meio do Paleoceno até o início do Eoceno, aproximadamente 60 a 50 milhões de anos atrás.

## Descoberta
Seus fosseis foram descobertos na Formação DeBeque, Formação Wasatch até a Formação Fort Union, nos Estados Únidos. Atualmente foram descritas três espécies do genêro, B. churchilli, B. faberi E B. jackwilsoni.

## Descrição

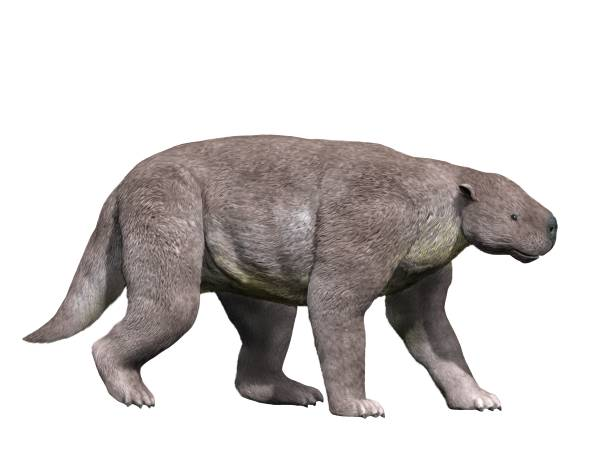
Reconstrução de um Barylambda

Em vida, Barylambda provavelmente se assemelhava a uma grande preguiça terrestre, com uma cabeça pequena e cauda longa e bem desenvolvida e pernas semelhantes às de um urso. Era um animal grande, pesando cerca de 650 kg (1.430 lb), aproximadamente do tamanho de um pônei. Barylambda era grande até mesmo para um pantodonte, seu tamanho provavelmente o protegia dos carnívoros contemporâneos.
Como outros pantodontes, Barylambda era um animal plantígrado atarracado, com cinco dedos. As vértebras da cauda eram anormalmente maciças; o animal vivo pode ter sido capaz de se levantar e se apoiar nas patas traseiras e na cauda para alcançar alimentos mais altos. A aparência generalizada dos dentes, a presença de caninos bem desenvolvidos apenas em machos, o desgaste por trituração e a ausência de lâminas de corte nos molares e a constituição pesada do animal sugerem fortemente que ele era herbívoro.

## Vida
A criatura provavelmente viveu uma vida semelhante à das antas modernas, pastando folhagens e vegetação macia. Barylambda parece ter sido bastante bem-sucedido para um pantodonte antigo, embora eventualmente pareça ter sido substituído em seu ecossistema por outros pantodontes, como Coryphodon.